# Andy Simpkins
Andy Simpkins (29 de abril de 1932 - 2 de junio de 1999) fue un contrabajista de jazz estadounidense.

## Biografía
Nació en Richmond, Indiana. Entre 1956 y 1968 formó parte del grupo The Three Sounds. Tras abandonar la formación trabajó con el pianista George Shearing hasta 1974. De 1979 a 1989 formó parte de la banda de acompañamiento de la cantante Sarah Vaughan. Durante todo este tiempo, en el que estuvo afincado en Los Ángeles, Simpkins se ganó una reputación como bajista de alto nivel y como un sólido y versátil músico de sesión. Actuó con cantantes como Carmen McRae y Anita O'Day, y con músicos como Gerald Wiggins, Monty Alexander, Buddy DeFranco, Don Menza o Stéphane Grappelli, entre otros. Grabó tres álbumes como solista.
También tocó el bajo acústico en el álbum de versiones de 1997, In a Metal Mood: No More Mr. Nice Guy, del artista Pat Boone.
Simpkins falleció en 1999, víctima de un cáncer de estómago, en Los Ángeles.

## Discografía
Con The Three Sounds
- 1958: Introducing the 3 Sounds
- 1958: Branching Out con Nat Adderley
- 1959: Bottoms Up!
- 1959: LD + 3 con Lou Donaldson
- 1959: Good Deal
- 1960: Moods
- 1960: Feelin' Good
- 1960: Here We Come
- 1960: It Just Got to Be
- 1960: Blue Hour con Stanley Turrentine
- 1961: Hey There
- 1961: Babe's Blues
- 1962: Out of This World
- 1962: Black Orchid
- 1962: Blue Genes
- 1962: The Three Sounds Play Jazz on Broadway
- 1963: Anita O'Day & The Three Sounds
- 1963: Jazz on Broadway
- 1963: Some Like It Modern
- 1964: Live at the Living Room
- 1964: Three Moods
- 1965: Beautiful Friendship
- 1966: Today's Sounds
- 1966: Vibrations
- 1967: Live at the Lighthouse
- 1968: Coldwater Flat
- 1968: Elegant Soul

Con Pat Boone
- In a Metal Mood: No More Mr. Nice Guy (1997)

Con Kenny Burrell
- Up the Street, 'Round the Corner, Down the Block (Fantasy, 1974)

Con Victor Feldman
- Merry Olde Soul (Riverside, 1961)

Con Lalo Schifrin
- Ins and Outs (Palo Alto, 1982)

Con George Shearing y Stéphane Grappelli
- The Reunion (MPS, 1976)

Con Joe Williams y George Shearing
- The Heart and Soul of Joe Williams and George Shearing (Sheba, 1971)

Con Sarah Vaughan
- The Duke Ellington Songbook, Vol. 1 (Pablo, 1979)
- Copacabana (Pablo, 1979)
- Send in the Clowns (Pablo, 1981)
- Crazy and Mixed Up (Pablo, 1982)
- Gershwin Live! (Columbia, 1982)